# Der Wilde Westen – Die wahre Geschichte
Der Wilde Westen – Die wahre Geschichte (Originaltitel: The American West; Arbeitstitel: The West) ist eine achtteilige Doku-Miniserie, welche die Erschließung des US-amerikanischen Westens zwischen 1865 und 1890 zum Thema hat. Ausführender Produzent war der Schauspieler und Sundance Production-Mitbegründer Robert Redford. Die großteils aus Spielszenen bestehende Serie wurde von Sundance Production und AMC distributiert, im Juni und Juli 2016 von AMC erstausgestrahlt und ist seit Juni 2018 im Angebot des Streamingdienstes Netflix mit enthalten.

## Inhalt
Die Serie thematisiert die Entwicklung des Wilden Westens in den Jahrzehnten zwischen dem Sezessionskrieg und dem Beginn des 20. Jahrhunderts. Der Handlungsstrang ist chronologisch aufgebaut – wobei die Geschicke bekannter Protagonisten den erzählerischen roten Faden bilden: Jesse James, General George Armstrong Custer, die Sioux-Anführer Sitting Bull und Crazy Horse, Billy the Kid und Wyatt Earp. Als weitere wichtige Personen der Zeitgeschichte porträtiert die Serie unter anderem die US-Präsidenten Ulysses S. Grant und Rutherford B. Hayes, den Detekteibegründer Allan Pinkerton sowie den militärischen Oberbefehlshaber William T. Sherman. Weitere Personen, welche in Nebenrollen porträtiert werden, sind Weggefährten wie Cole Younger, Thomas C. Durant, Pat Garrett, Buffalo Bill und Doc Holliday.
Die Handlung der einzelnen Folgen bietet einen Mix aus teils opulent inszenierten Spielszenen und kommentierenden Interview-Sequenzen. Neben Robert Redford als ausführendem Produzent erläutern Schauspieler aus neueren Western-Produktionen wie Kiefer Sutherland, Tom Selleck und Ed Harris die dargestellten Ereignisse. Flankierend hinzu kommen Statements einschlägiger Historiker und Sachbuch-Autoren wie etwa Walter R. Borneman, H. W. Brands, Anne Collier, David Eisenbach, Eric Foner, Mark Lee Gardner, Ann Kirschner sowie dem Lakota-Aktivisten Larry T. Pourier. Einschätzungen zur Geschichte des amerikanischen Westens geben darüber hinaus der ehemalige republikanische Präsidentschaftskandidat John McCain sowie Bill Richardson, ehemaliger Gouverneur des US-Bundesstaats New Mexico.
Die insgesamt acht Folgen arbeiten sich in chronologischer Form durch die beschriebene Epoche durch. American Divided (Folge 1) beschreibt die Situation nach dem Bürgerkrieg mit den Schwerpunkten Rekonstruktionspolitik gegenüber den unterlegenen Südstaaten und Landgewinn in den bislang unerschlossenen Präriegebieten im Westen. Die Folgen 2 (Two Front War) bis 4 (Showdown) verfolgen parallel die Stränge um die vier Protagonisten Jesse James auf der einen und George A. Custer, Sitting Bull und Crazy Horse auf der anderen Seite. Dramaturgische Finale hier sind der gescheiterte Banküberfall auf die First National Bank in Northfield, Minnesota und die darauf folgende Zerschlagung der James-Younger-Bande sowie die ungefähr zeitgleich stattfindende Niederlage (incl. Tod) Custers in der Schlacht am Little Bighorn. Die zweite Serienhälfte erweitert das Szenario und bezieht die Zustände in den Rinder- und Minenterritorien des Südwestens in die Darstellung mit ein. Als porträtierte Personen neu hinzu kommen die Westernlegenden Billy the Kid und Wyatt Earp. Auch in der zweiten Serienhäfte konzentriert sich der dokumentarische Handlungsverlauf nicht ausschließlich auf die porträtierten Hauptfiguren. Vielmehr fungieren diese als stetig wiederkehrende Ausgangspunkte, um die Hauptthemen und Hauptgeschehnisse des aktuell dargestellten Epoche-Teils zu veranschaulichen. Inhalte der einzelnen Folgen:
1. Der Aufbruch (OT: America Divided): Die erste Folge behandelt die Ursprünge der aus ehemaligen Konföderierten bestehenden James-Bande. Zweites Hauptthema ist die Änderung der Situation der westlichen Indianerstämme durch den Bau der Eisenbahn.[2]
2. Euphorie und Rückschläge (OT: Two Front War). Themen hier: Die Eskalation der Situation im Westen in einer Serie kriegerische Auseinandersetzungen mit den dort lebenden Indianern; Etablierung der James-Bande als Robin-Hood-gleiche Outlaws in Missouri.[2]
3. Das Ende des Friedens (OT: Blood & Gold). Die dritte Folge führt die Erzählstränge der ersten beiden fort. Themen dieser Episode: Versuche, Jesse James habhaft zu werden; Goldfunde in den zum Lakota-Land gehörenden Black Hills.[2]
4. Der Kampf um die Freiheit (OT: Showdown): Thema der vierten Folge ist der misslungene Überfall der James-Younger-Bande auf die First National Bank in Northfield und die daran anschließende Zerschlagung der Gang sowie der 1876 beginnende Indianerkrieg gegen die Sioux mit dem finalen Höhepunkt der Schlacht am Litte Bighorn.[2]
5. Der Untergang der Indianer (OT: Outlaw Rising). Die fünfte Folge thematisiert einerseits das Ende der nördlichen Präriestämme. Als neuer Erzählstrang hinzu kommt die Schilderung des „Karriereanfangs“ von Billy the Kid als Viehdieb in New Mexico sowie die damit verbundene Eskalation des Konflikts zwischen Farmern und Rinderzüchtern im sogenannten Lincoln County War.[2]
6. Jesse James und Billy the Kid (OT: The Big Killing). Die sechste Folge führt einen weiteren „Westernhelden“ neu ein und beschreibt Wyatt Earps Anfänge als Gesetzeshüter in Dodge City. Zweiter Handlungsstrang ist die Weitererzählung der Geschichte von Billy the Kid.[2]
7. Das Ende der Legenden (OT: Frontier Justice): Thema der vorletzten Folge sind die Umstände, welche zum gewaltsamen Tod von Billy the Kid führten. Thema Nummer zwei: die Fehde zwischen den Earp-Brüdern und den Clantons in Tombstone.[2]
8. Der befriedete Westen (OT: The Last Vendetta): Die abschließende Folge der Serie behandelt die Schießerei am O. K. Corral sowie die nachfolgenden Feldzüge, mit denen sich die involvierten Parteien überzogen. Zweites Thema ist das Aufbegehren im Sioux-Indianerreservat, Sitting Bulls Tod und das Massaker am Wounded Knee. Ausklingend skizziert die letzte Folge die befriedeten Zustände am Ende der Periode sowie das weitere Leben der (überlebenden) Hauptpersonen.[2]

## Produktion und Ausstrahlung
Konzipiert wurde die Serie von Robert Redford sowie Stephen David, der mit der AMC-Produktion The Making of the Mob bereits ein ähnliches Format umgesetzt hatte. Ursprünglicher Interessent war Discovery Channel; vor Produktionsbeginn sicherte sich jedoch AMC die Rechte. Die eigentliche Produktion begann im August 2015. Die Dreharbeiten für die Außenaufnahmen fanden großteils in West Virginia und Utah statt. Die Erstausstrahlung erfolgte im Juni 2016. Die Distribution für den deutschsprachigen Raum übernahm der Streamingdienst Netflix; dort wurde die Serie ab dem 4. Juni 2018 zur Verfügung gestellt. Eine Veröffentlichung auf DVD oder Bluray fand bisher nicht statt.

## Medienkritik
Eine größere Medienresonanz auf die Produktion fand nicht statt. Die Los Angeles Daily News kritisierte die Serie als oberflächlich, vor allem auf Unterhaltung fixiert und in der Abhandlung der Thematik als wenig nuanciert. Robert Lloyd von der Los Angeles Times hingegen hob den filmischen Ansatz lobend hervor. Letztlich handele es sich bei der Serie weniger um eine Dokumentation als eine filmische Nachstellung.

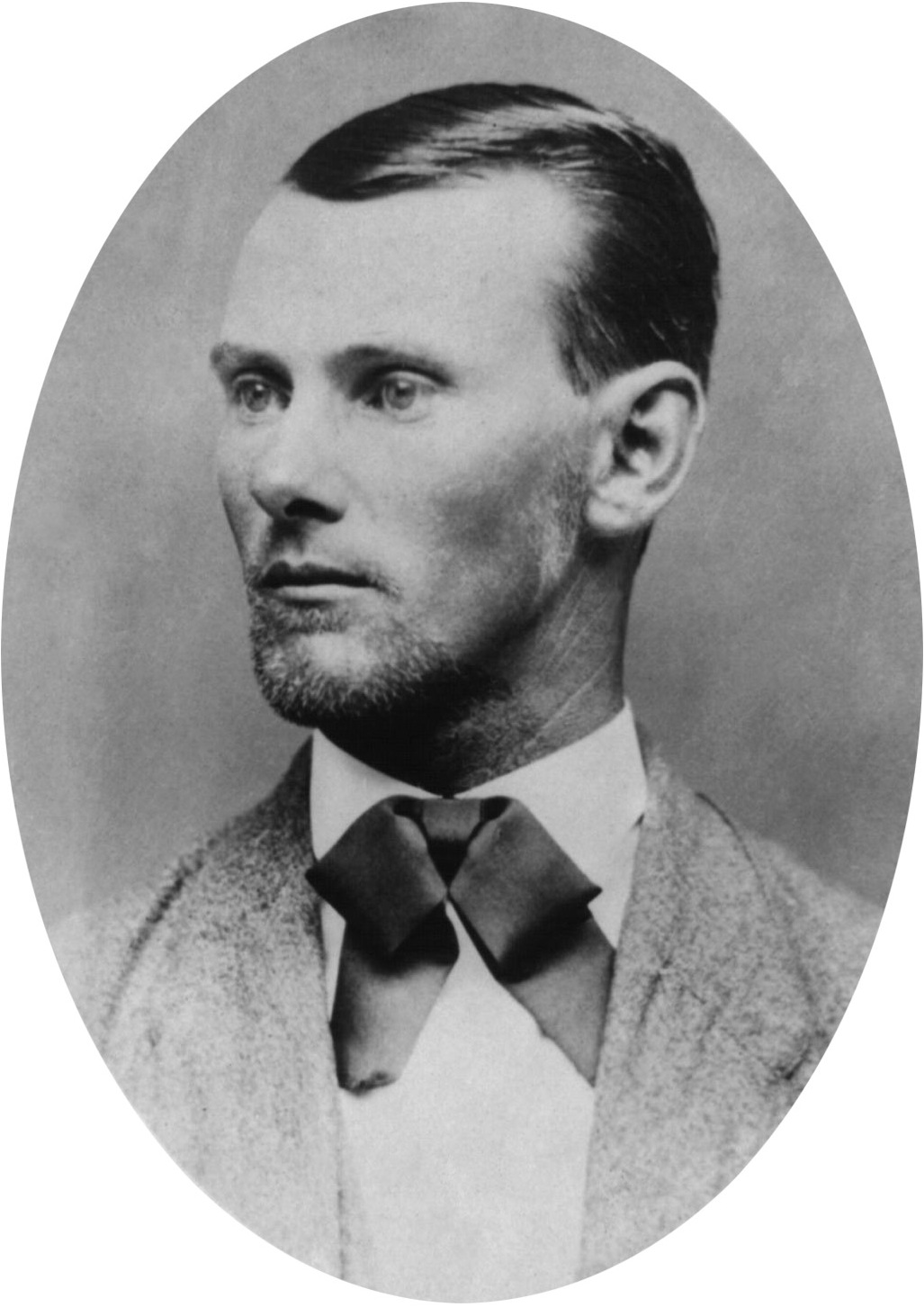
Jesse James
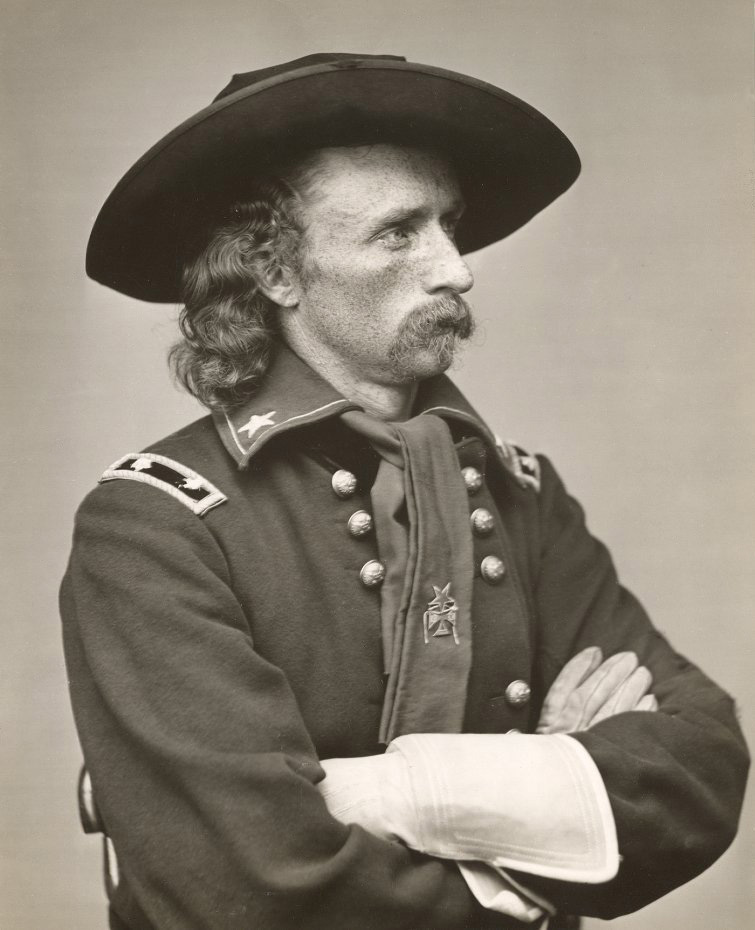
George Armstrong Custer
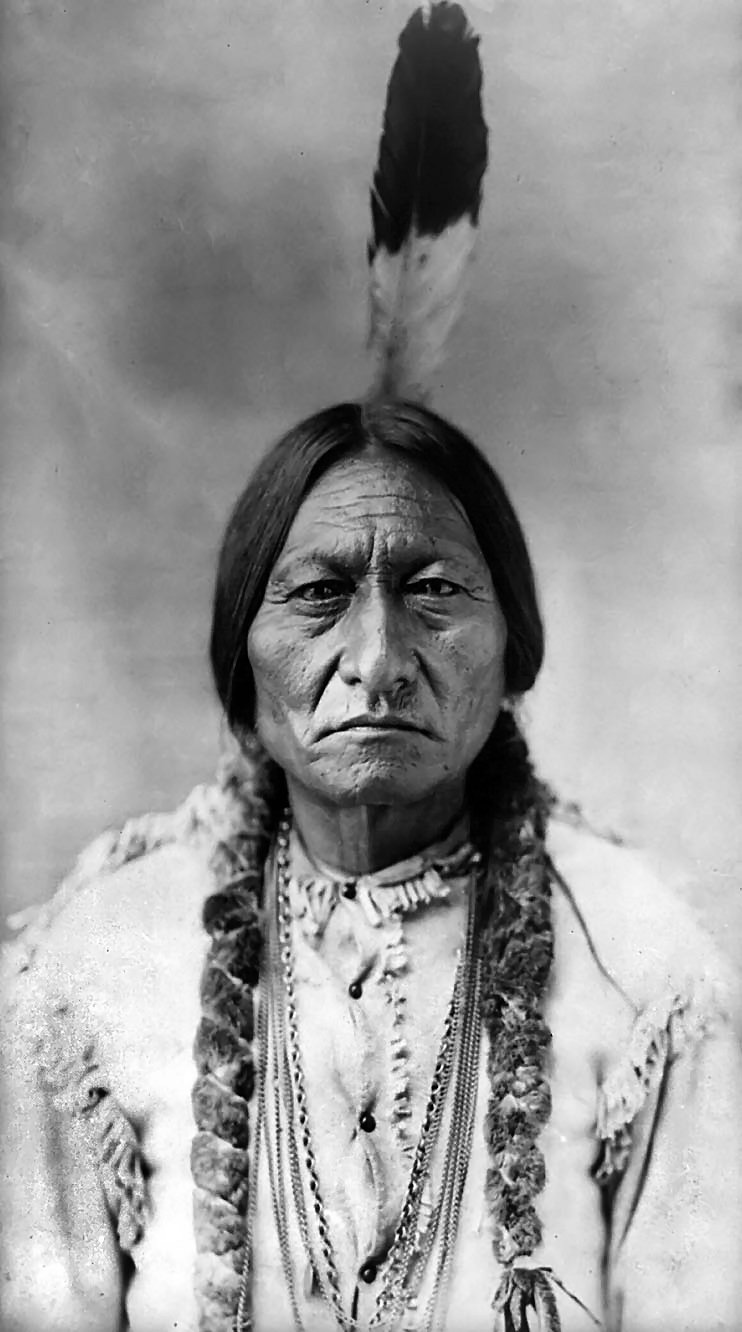
Sitting Bull
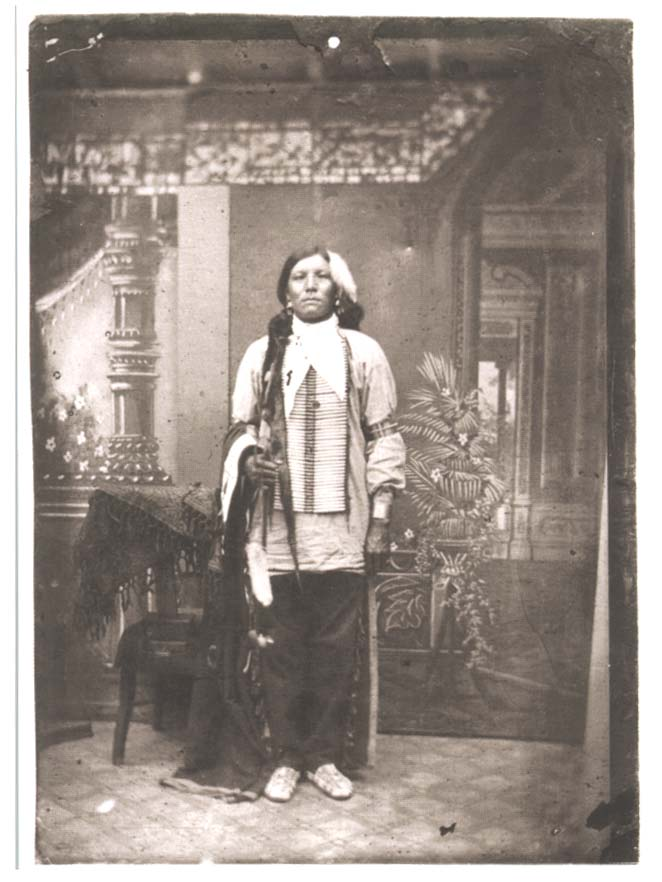
Crazy Horse
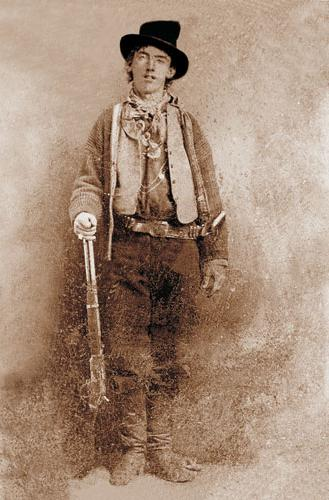
Billy the Kid
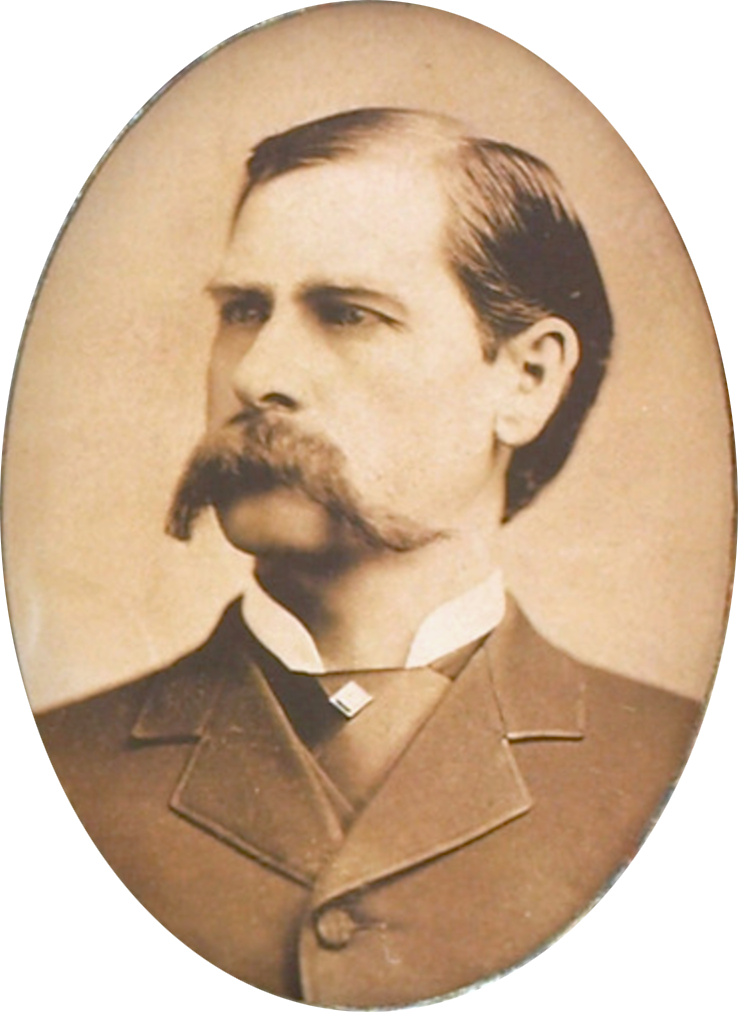
Wyatt Earp
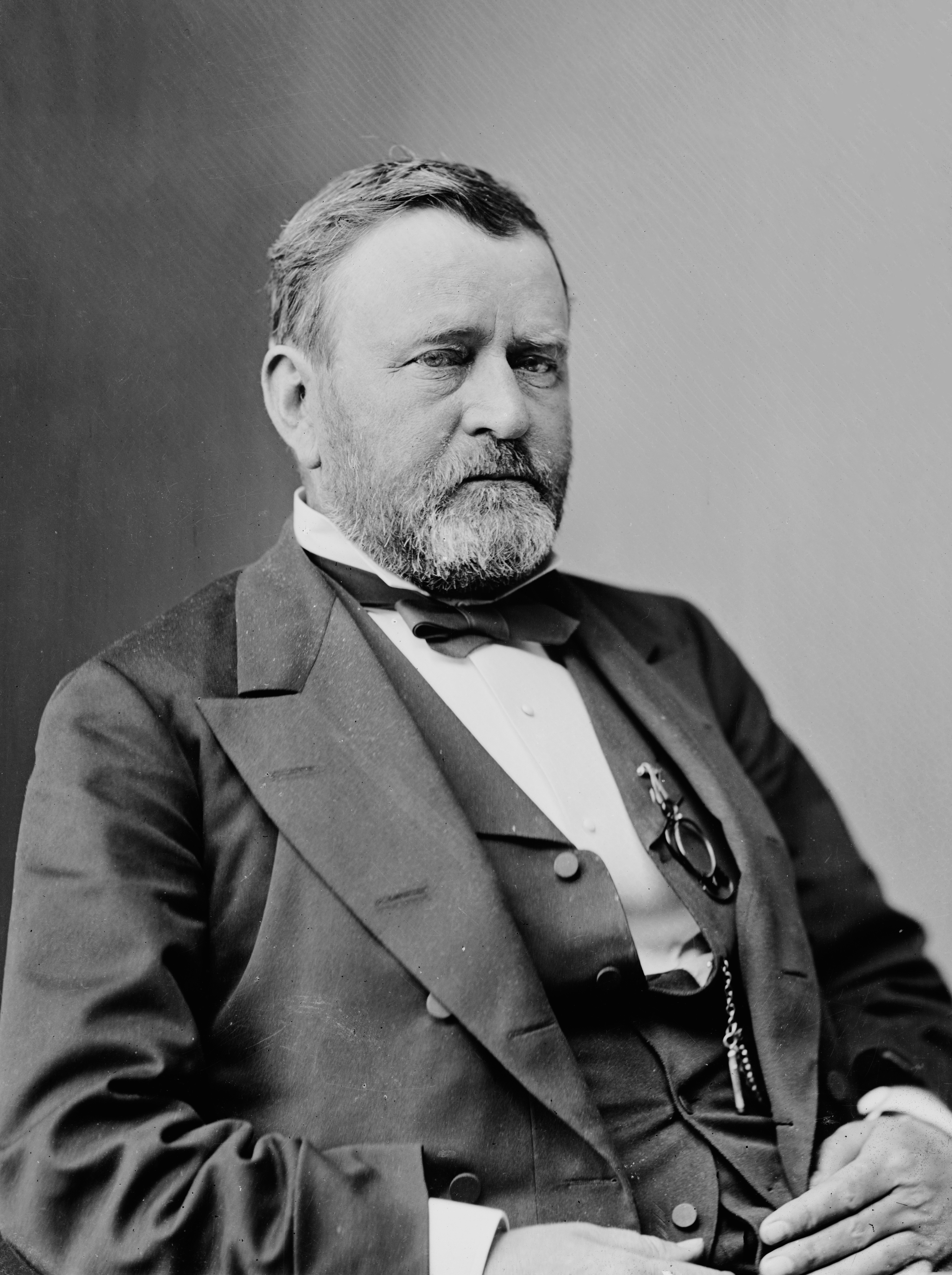
Ulysses S. Grant
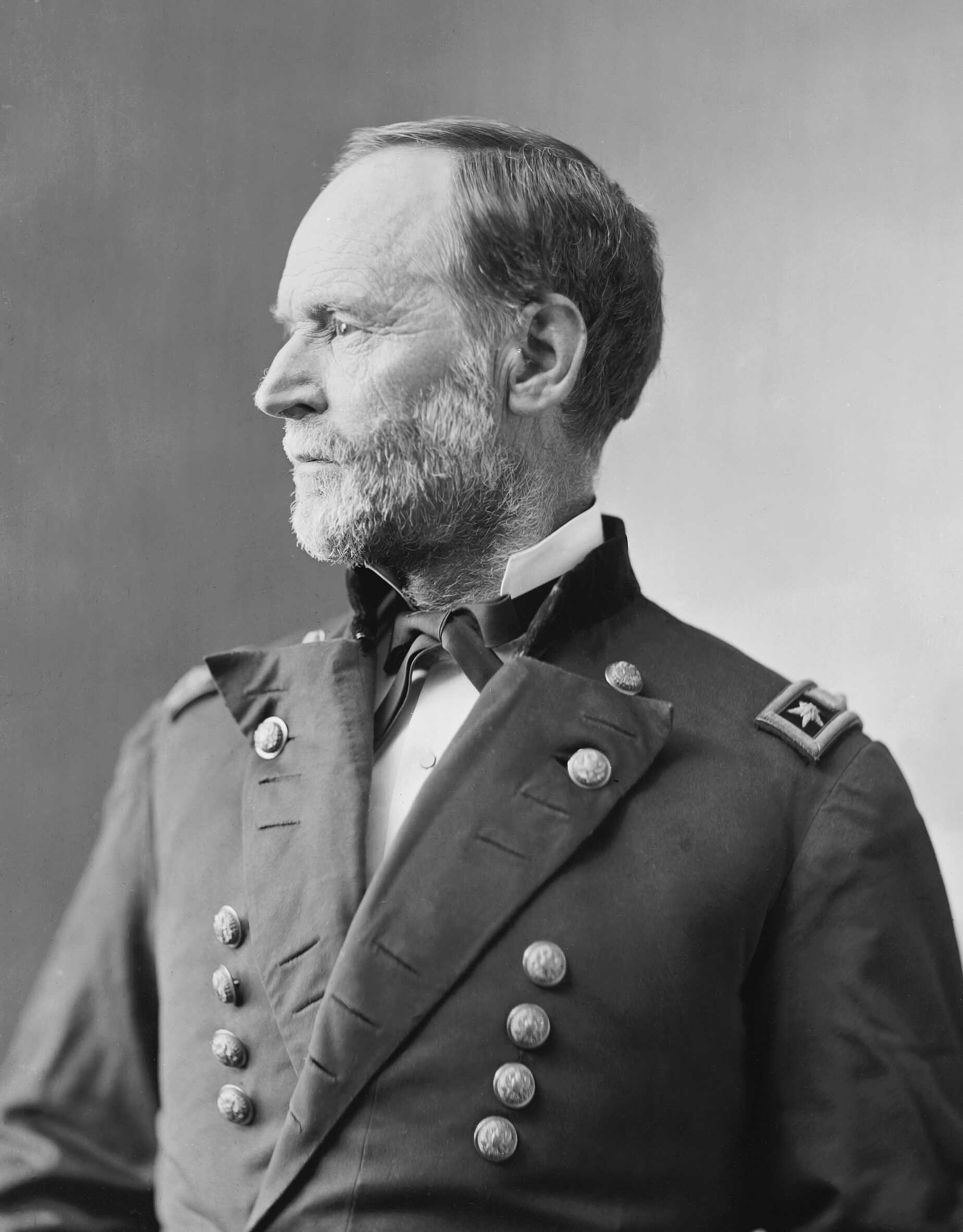
William T. Sherman
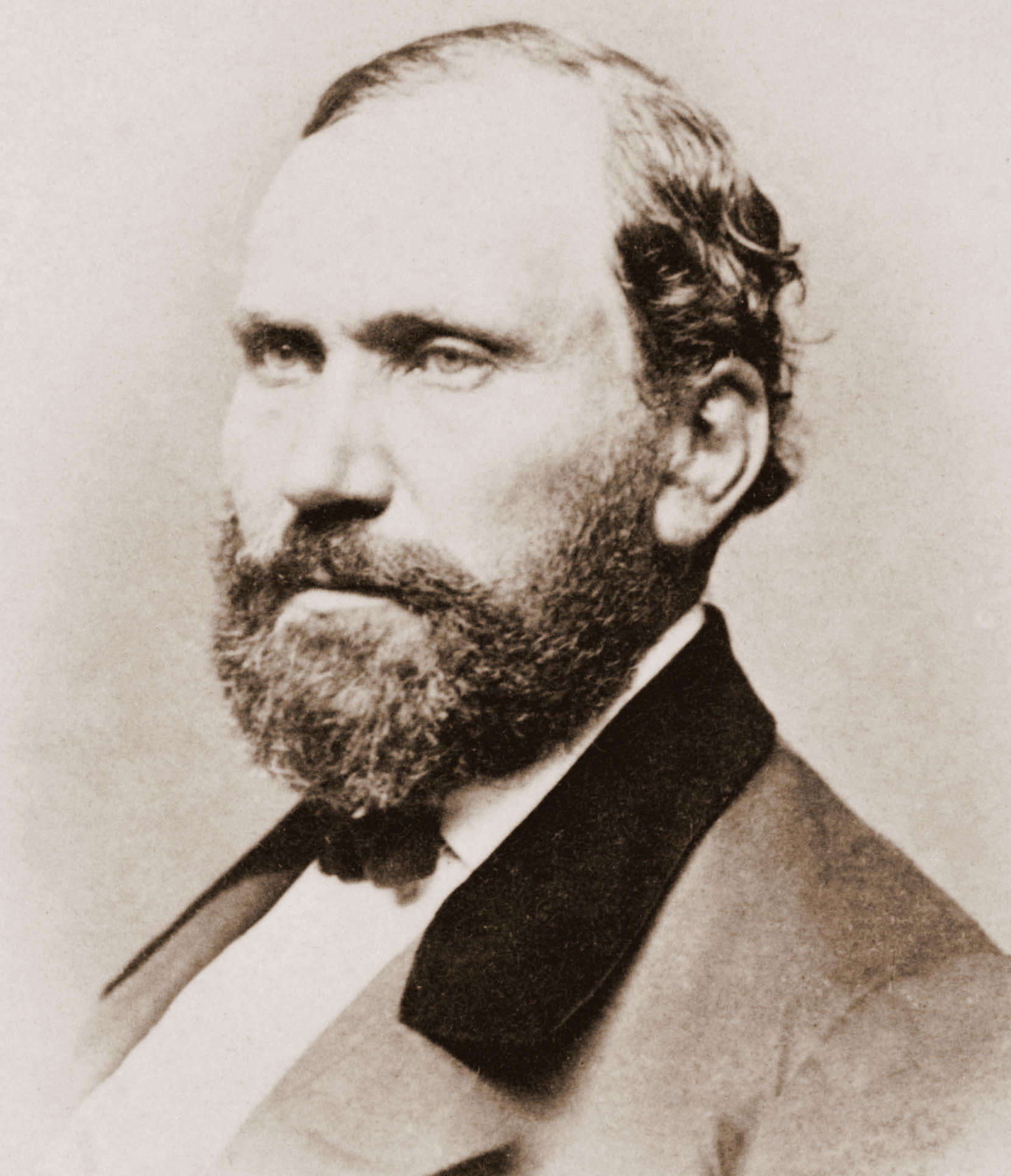
Allan Pinkerton
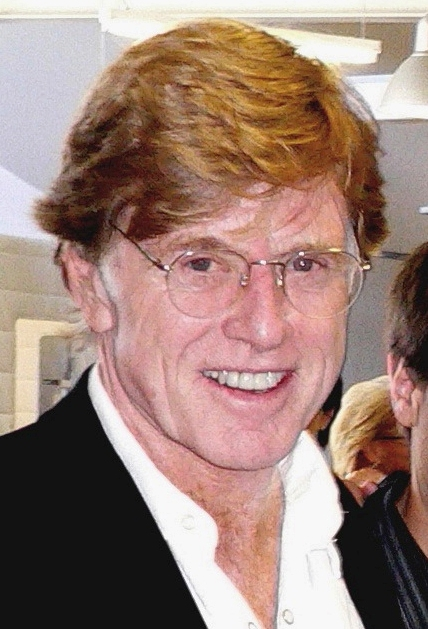
Robert Redford
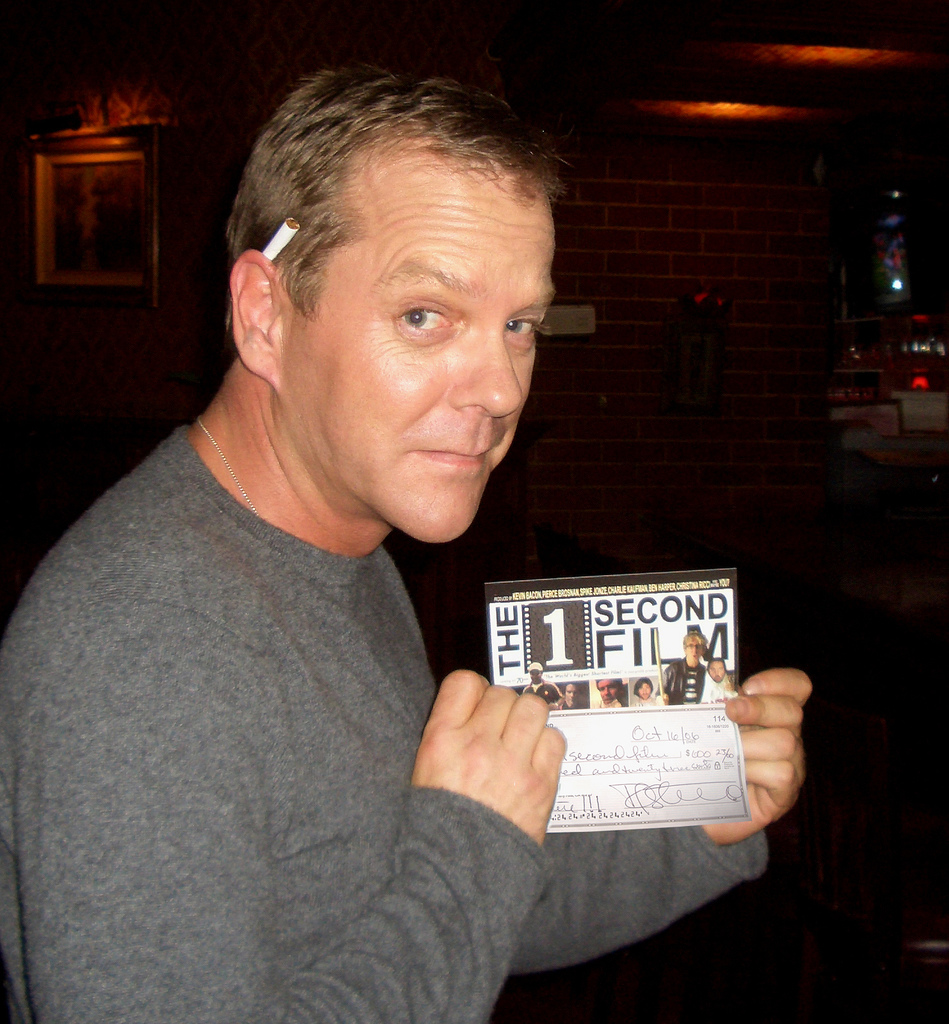
Kiefer Sutherland
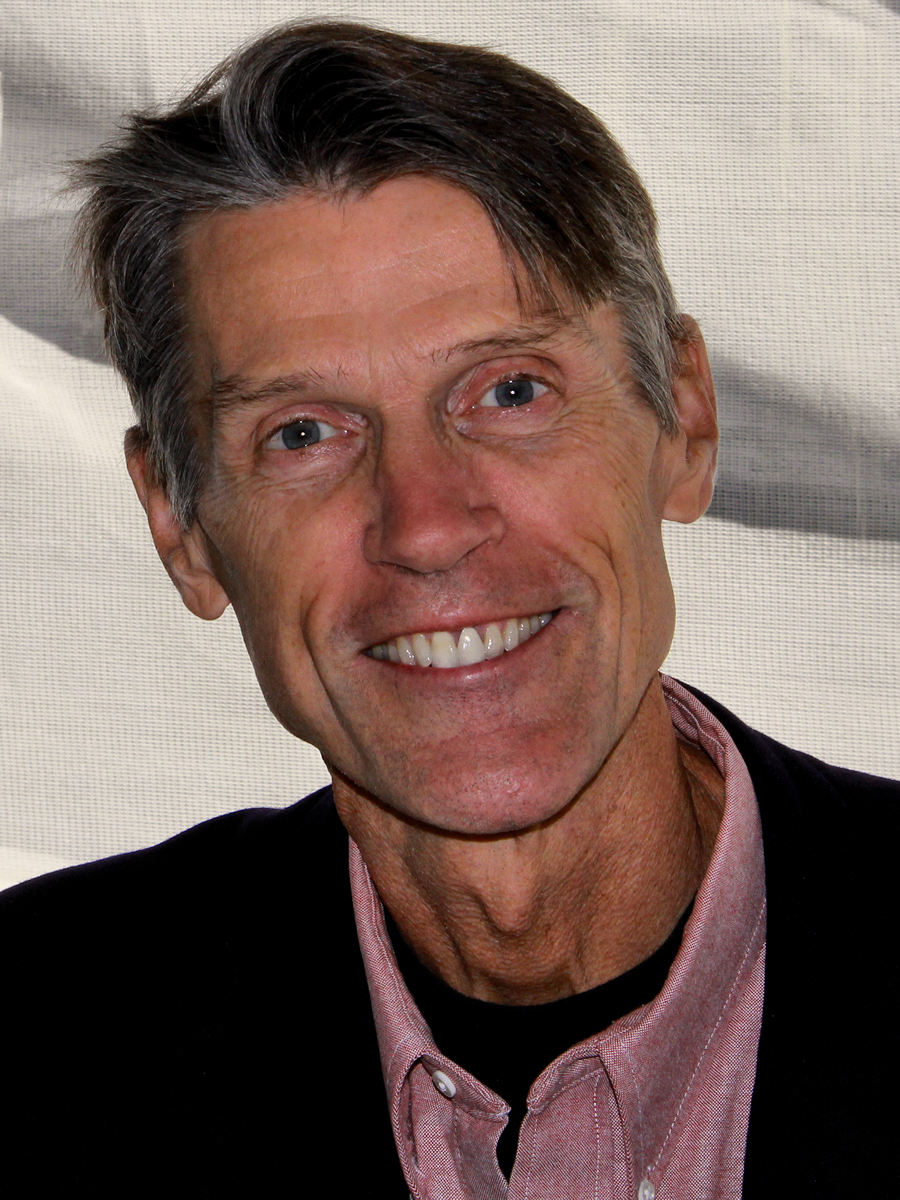
H. W. Brands
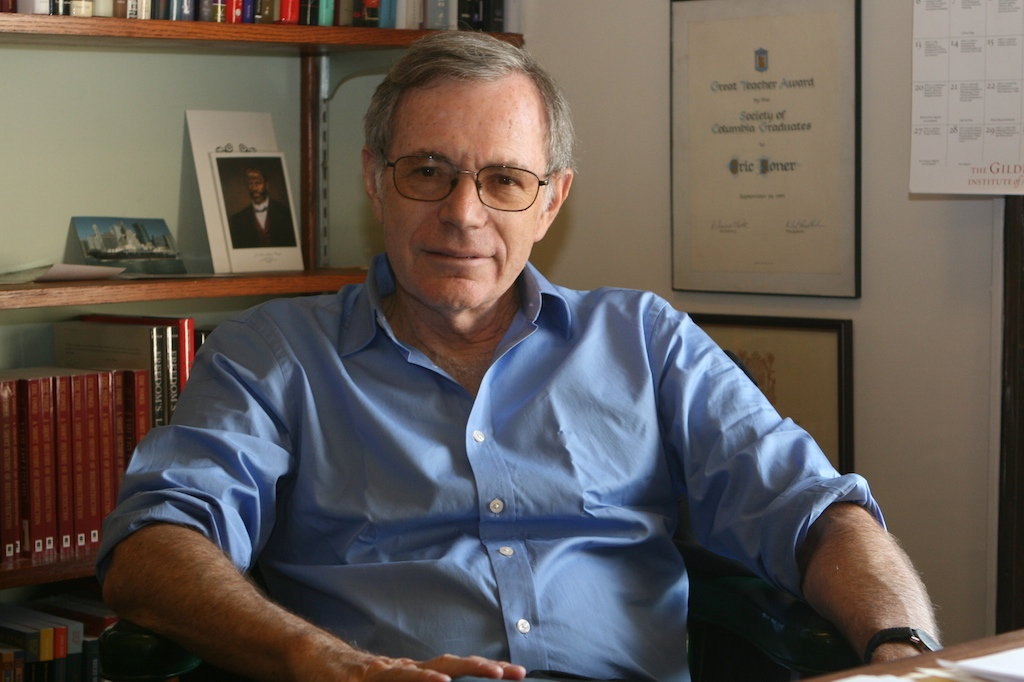
Eric Foner
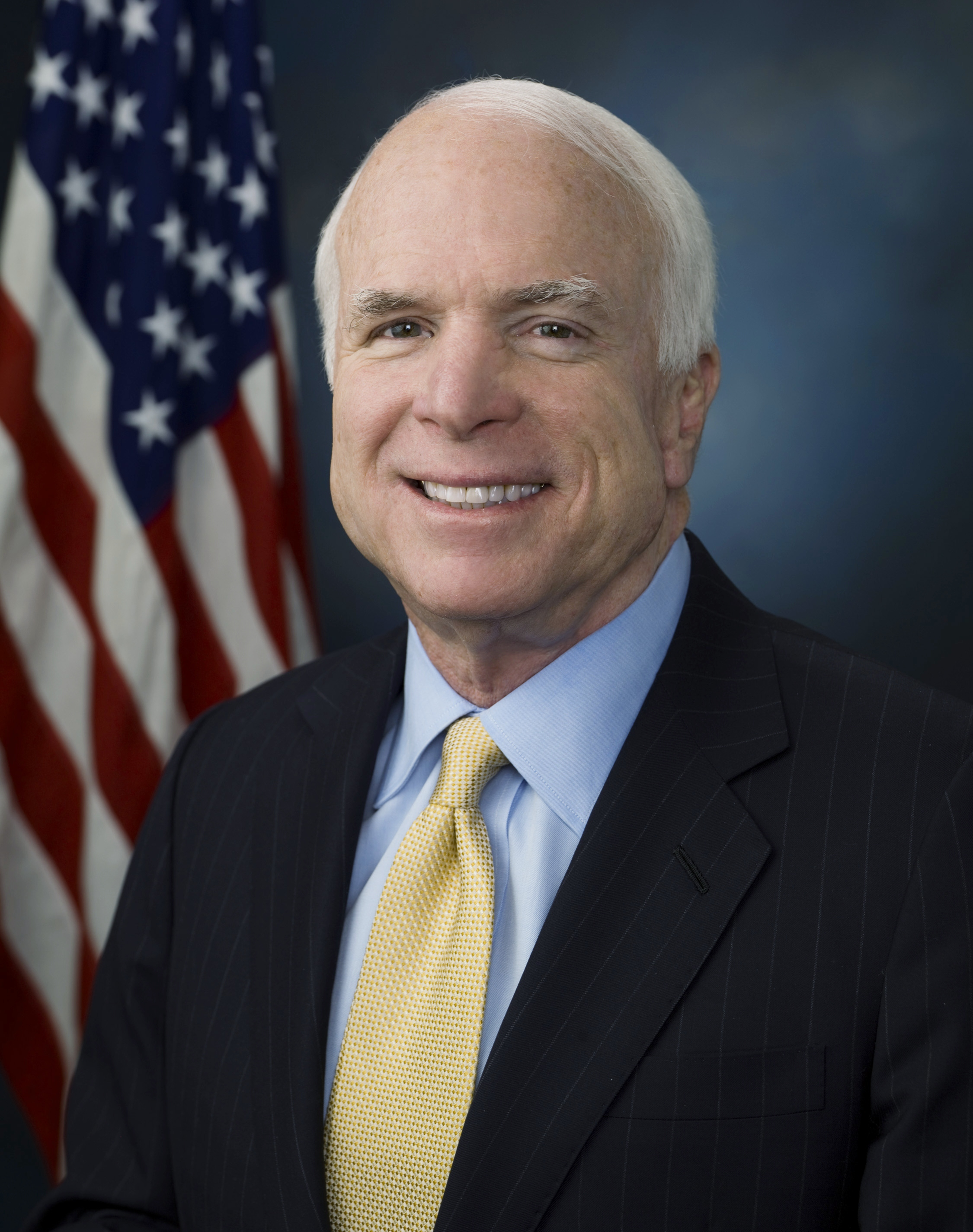
John McCain